# Иннокентий (Беликов)
Архимандрит Иннокентий (в миру Ива́н Ива́нович Бе́ликов; ум. 1874) — архимандрит Макариева-Унженского монастыря Русской православной церкви.
Сын священника. По окончании курса в Костромской духовной семинарии в 1824 году был определён учителем Луховского духовного училища, в 1827 году стал священником, в 1836 году был уже протоиереем, состоял цензором проповедей и благочинным; его деятельность была направлена главным образом на присоединение к православной церкви раскольников.
В 1860 году Беликов постригся в монашество с именем Иннокентий и был определён настоятелем Железноборовского Предтеченского монастыря с производством в сан архимандрита.
17 мая 1867 году Иннокентий Беликов был перемещен настоятелем Макариева-Унженского монастыря, где и скончался 2 ноября 1874 года.
По отзывам современников, Иннокентий Беликов отличался энергичной хозяйственною деятельностью во вверенных ему монастырях.